# Nooitgedacht (boerderij)
Nooitgedacht is een arbeiderswoning gelegen op het landgoed Linschoten. De woning is in 1908 gebouwd, naar een plan van de huismeester van het huis Linschoten, A.N. Goederen. Het huis is symmetrisch in tweeën gedeeld waar aan twee kanten gezinnen in woonden.
Ook hadden de twee gezinnen elk een klein schuurtje waar een geit of varken in stond.
Het rechtergedeelte van het huis werd bewoond door de vaste arbeider.
Als gevolg van een gevolg van een brand in de Elisabeth-Hoeve werd de pachter tijdelijk in Nooitgedacht ondergebracht.
Het bouwwerk heeft door het Monumenten Inventarisatie Project (M.I.P.) twee sterren toegewezen gekregen. Volgens de gemeente Montfoort is het van regionaal belang en waardevol op gemeentelijk niveau.

## Afbeeldingen

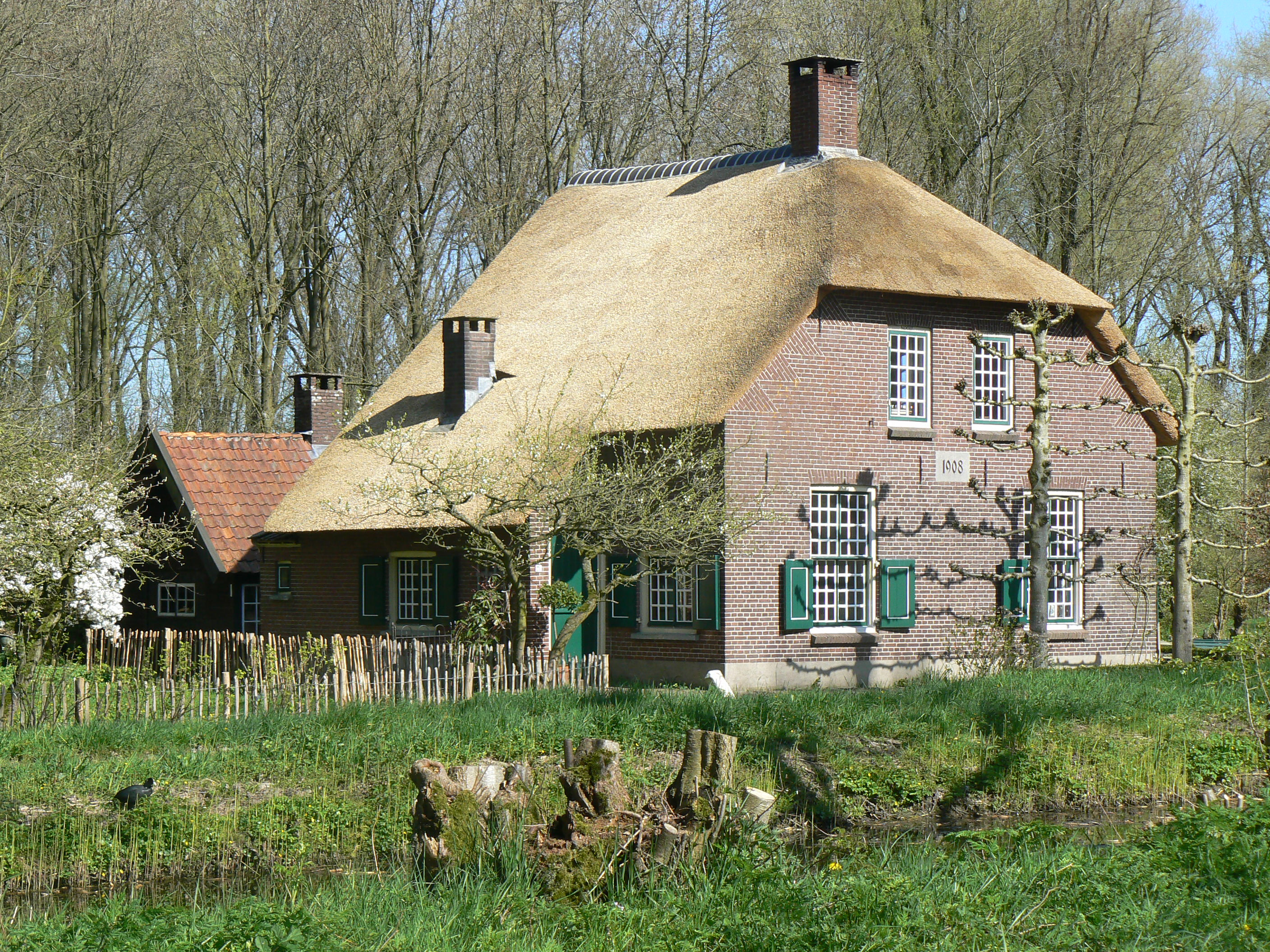
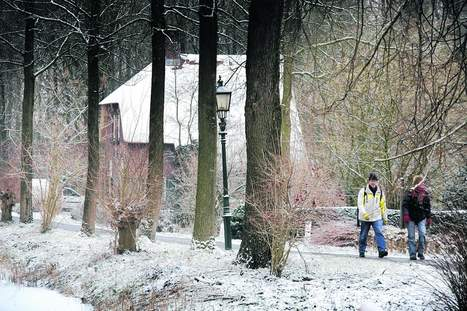